# 15e étape du Tour d'Italie 2018
Pour un article plus général, voir Tour d'Italie 2018.
La 15e étape du Tour d'Italie 2018 se déroule le dimanche 20 mai 2018, entre Tolmezzo et Sappada sur une distance de 176 km. Elle est classée dans la catégorie des étapes dites de « moyenne difficulté ».

## Déroulement de la course
Le début d'étape est animé par de nombreuses tentatives d'échappées. Il faut attendre 70 km pour qu'un groupe de vingt-cinq coureurs, dont Giulio Ciccone (Bardiani-CSF), Giovanni Visconti (Bahrain-Merida), Dayer Quintana (Movistar), Alessandro De Marchi (BMC), Diego Ulissi (UAE Emirates), Nico Denz et Mikaël Cherel (AG2R La Mondiale) parvienne à rester en tête. Leur avance, qui culmine à trois minutes, et réduite à une lorsque l'équipe EF Education First se porte en tête du peloton pour préparer l'attaque de Michael Woods, dans l'ascension des Tre Croci. Woods reste intercalé entre le peloton et l'échappée pendant 25 km, avant d'être repris par le peloton emmené par l'équipe Mitchelton-Scott. À l'avant de la course, le groupe s'est réduit à cinq coureurs, Ciccone, Quintana, Denz et Cherel, rejoints ensuite par Visconti. Ciccone tente ensuite sa chance seul.
À 17 km de l'arrivée, dans l'ascension de Costalissoio, Simon Yates fait rouler son équipier Jack Haig puis attaque et part seul, aucun de ses rivaux ne parvenant à le suivre. La mauvaise entente entre ses poursuivants, Thibaut Pinot, Domenico Pozzovivo, Miguel Angel Lopez et Richard Carapaz, affaiblit leur poursuite et permet à Yates de creuser l'écart. Un temps distancé, Tom Dumoulin parvient à revenir dans le groupe. Simon Yates s'impose avec 41 secondes d'avance sur ce groupe de cinq, réglé au sprint par Lopez devant Dumoulin. Moins en forme que la veille, Christopher Froome perd une minute et demie tandis que Fabio Aru, en difficulté dès le col de Sant'Antonio, est à 19 minutes et demie.
Yates est le premier porteur du maillot rose à remporter trois étapes depuis Gilberto Simoni en 2003. Il accroit à nouveau son avance au classement général. Tom Dumoulin, deuxième, a désormais 2 minutes et 11 secondes de retard, ce qui satisfait Yates qui craint de perdre du temps lors du contre-la-montre deux jours plus tard.

## Résultats

### Classement de l'étape
| \| Classement de l'étape \| Classement de l'étape \| Classement de l'étape \| Classement de l'étape \| Classement de l'étape \| \| Coureur \| Coureur \| Pays \| Équipe \| Temps \| \| --------------------- \| --------------------- \| --------------------- \| --------------------- \| --------------------- \| \| 1er \| Simon Yates \| Royaume-Uni \| Mitchelton-Scott \| 4 h 37 min 56 s \| \| 2e \| Miguel Ángel López \| Colombie \| Astana \| + 41 s \| \| 3e \| Tom Dumoulin \| Pays-Bas \| Team Sunweb \| + 41 s \| \| 4e \| Domenico Pozzovivo \| Italie \| Bahrain-Merida \| + 41 s \| \| 5e \| Richard Carapaz \| Équateur \| Movistar Team \| + 41 s \| \| 6e \| Thibaut Pinot \| France \| Groupama-FDJ \| + 41 s \| \| 7e \| Alexandre Geniez \| France \| AG2R La Mondiale \| + 1 min 20 s \| \| 8e \| Davide Formolo \| Italie \| Bora-Hansgrohe \| + 1 min 20 s \| \| 9e \| Pello Bilbao \| Espagne \| Astana \| + 1 min 20 s \| \| 10e \| Sam Oomen \| Pays-Bas \| Team Sunweb \| + 1 min 20 s \| |                    |             |                  |                 |
| |                    |             |                  |                 |
| Source : ProCyclingStats |                    |             |                  |                 |
| Classement de l'étape |                    |             |                  |                 |
| Coureur | Coureur            | Pays        | Équipe           | Temps           |
| 1er | Simon Yates        | Royaume-Uni | Mitchelton-Scott | 4 h 37 min 56 s |
| 2e | Miguel Ángel López | Colombie    | Astana           | + 41 s          |
| 3e | Tom Dumoulin       | Pays-Bas    | Team Sunweb      | + 41 s          |
| 4e | Domenico Pozzovivo | Italie      | Bahrain-Merida   | + 41 s          |
| 5e | Richard Carapaz    | Équateur    | Movistar Team    | + 41 s          |
| 6e | Thibaut Pinot      | France      | Groupama-FDJ     | + 41 s          |
| 7e | Alexandre Geniez   | France      | AG2R La Mondiale | + 1 min 20 s    |
| 8e | Davide Formolo     | Italie      | Bora-Hansgrohe   | + 1 min 20 s    |
| 9e | Pello Bilbao       | Espagne     | Astana           | + 1 min 20 s    |
| 10e | Sam Oomen          | Pays-Bas    | Team Sunweb      | + 1 min 20 s    |

### Points attribués
|   | Cycliste           | Pays     | Équipe                    | Points |
| - | ------------------ | -------- | ------------------------- | ------ |
| 1 | Zdeněk Štybar      | Tchéquie | Quick-Step Floors         | 8      |
| 2 | Sacha Modolo       | Italie   | EF Education First-Drapac | 4      |
| 3 | Matthieu Ladagnous | France   | Groupama-FDJ              | 1      |

|   | Cycliste         | Pays   | Équipe                      | Points | Bonif |
| - | ---------------- | ------ | --------------------------- | ------ | ----- |
| 1 | Davide Ballerini | Italie | Androni Giocattoli-Sidermec | 8      | 3 s   |
| 2 | Sacha Modolo     | Italie | EF Education First-Drapac   | 4      | 2 s   |
| 3 | Manuele Mori     | Italie | UAE Emirates                | 1      | 1 s   |

| - Sprint final de Sappada (km 176) : \| \| Cycliste \| Pays \| Équipe \| Points \| Bonif \| \| -- \| ------------------ \| ----------- \| ---------------- \| ------ \| ----- \| \| 1 \| Simon Yates \| Royaume-Uni \| Mitchelton-Scott \| 15 \| 10 s \| \| 2 \| Miguel Ángel López \| Colombie \| Astana \| 12 \| 6 s \| \| 3 \| Tom Dumoulin \| Pays-Bas \| Sunweb \| 9 \| 4 s \| \| 4 \| Domenico Pozzovivo \| Italie \| Bahrain-Merida \| 7 \| \| \| 5 \| Richard Carapaz \| Équateur \| Movistar \| 6 \| \| \| 6 \| Thibaut Pinot \| France \| Groupama-FDJ \| 5 \| \| \| 7 \| Alexandre Geniez \| France \| AG2R La Mondiale \| 4 \| \| \| 8 \| Davide Formolo \| Italie \| Bora-Hansgrohe \| 3 \| \| \| 9 \| Peio Bilbao \| Espagne \| Astana \| 2 \| \| \| 10 \| Sam Oomen \| Pays-Bas \| Sunweb \| 1 \| \| |                    |             |                  |        |       |
| | Cycliste           | Pays        | Équipe           | Points | Bonif |
| 1 | Simon Yates        | Royaume-Uni | Mitchelton-Scott | 15     | 10 s  |
| 2 | Miguel Ángel López | Colombie    | Astana           | 12     | 6 s   |
| 3 | Tom Dumoulin       | Pays-Bas    | Sunweb           | 9      | 4 s   |
| 4 | Domenico Pozzovivo | Italie      | Bahrain-Merida   | 7      |       |
| 5 | Richard Carapaz    | Équateur    | Movistar         | 6      |       |
| 6 | Thibaut Pinot      | France      | Groupama-FDJ     | 5      |       |
| 7 | Alexandre Geniez   | France      | AG2R La Mondiale | 4      |       |
| 8 | Davide Formolo     | Italie      | Bora-Hansgrohe   | 3      |       |
| 9 | Peio Bilbao        | Espagne     | Astana           | 2      |       |
| 10 | Sam Oomen          | Pays-Bas    | Sunweb           | 1      |       |

### Cols et côtes
|   | Cycliste         | Pays      | Équipe                 | Points |
| - | ---------------- | --------- | ---------------------- | ------ |
| 1 | Quentin Jauregui | France    | AG2R La Mondiale       | 7      |
| 2 | Krists Neilands  | Lettonie  | Israel Cycling Academy | 4      |
| 3 | Nico Denz        | Allemagne | AG2R La Mondiale       | 2      |
| 4 | Dayer Quintana   | Colombie  | Movistar               | 1      |

|   | Cycliste        | Pays      | Équipe                 | Points |
| - | --------------- | --------- | ---------------------- | ------ |
| 1 | Giulio Ciccone  | Italie    | Bardiani CSF           | 15     |
| 2 | Mikaël Cherel   | France    | AG2R La Mondiale       | 8      |
| 3 | Dayer Quintana  | Colombie  | Movistar               | 6      |
| 4 | Nico Denz       | Allemagne | AG2R La Mondiale       | 4      |
| 5 | Krists Neilands | Lettonie  | Israel Cycling Academy | 2      |
| 6 | Diego Ulissi    | Allemagne | UAE Emirates           | 1      |

|   | Cycliste           | Pays        | Équipe           | Points |
| - | ------------------ | ----------- | ---------------- | ------ |
| 1 | Giulio Ciccone     | Italie      | Bardiani CSF     | 15     |
| 2 | Nico Denz          | Allemagne   | AG2R La Mondiale | 8      |
| 3 | Wout Poels         | Pays-Bas    | Sky              | 6      |
| 4 | Rohan Dennis       | Australie   | BMC Racing       | 4      |
| 5 | Sergio Henao       | Colombie    | Sky              | 2      |
| 6 | Christopher Froome | Royaume-Uni | Sky              | 1      |

|   | Cycliste           | Pays        | Équipe           | Points |
| - | ------------------ | ----------- | ---------------- | ------ |
| 1 | Simon Yates        | Royaume-Uni | Mitchelton-Scott | 15     |
| 2 | Domenico Pozzovivo | Italie      | Bahrain-Merida   | 8      |
| 3 | Thibaut Pinot      | France      | Groupama-FDJ     | 6      |
| 4 | Richard Carapaz    | Équateur    | Movistar         | 4      |
| 5 | Tom Dumoulin       | Pays-Bas    | Sunweb           | 2      |
| 6 | Miguel Ángel López | Colombie    | Astana           | 1      |

## Classements à l'issue de l'étape

### Classement général
| \| Classement général \| Classement général \| Classement général \| Classement général \| Classement général \| \| Coureur \| Coureur \| Pays \| Équipe \| Temps \| \| ------------------ \| ------------------ \| ------------------ \| ------------------ \| ------------------ \| \| 1er \| Simon Yates \| Royaume-Uni \| Mitchelton-Scott \| 65 h 57 min 37 s \| \| 2e \| Tom Dumoulin \| Pays-Bas \| Team Sunweb \| + 2 min 11 s \| \| 3e \| Domenico Pozzovivo \| Italie \| Bahrain-Merida \| + 2 min 28 s \| \| 4e \| Thibaut Pinot \| France \| Groupama-FDJ \| + 2 min 37 s \| \| 5e \| Miguel Ángel López \| Colombie \| Astana \| + 4 min 27 s \| \| 6e \| Richard Carapaz \| Équateur \| Movistar Team \| + 4 min 47 s \| \| 7e \| Christopher Froome \| Royaume-Uni \| Team Sky \| + 4 min 52 s \| \| 8e \| George Bennett \| Nouvelle-Zélande \| LottoNL-Jumbo \| + 5 min 34 s \| \| 9e \| Pello Bilbao \| Espagne \| Astana \| + 5 min 59 s \| \| 10e \| Patrick Konrad \| Autriche \| Bora-Hansgrohe \| + 6 min 13 s \| |                    |                  |                  |                  |
| |                    |                  |                  |                  |
| Source : ProCyclingStats |                    |                  |                  |                  |
| Classement général |                    |                  |                  |                  |
| Coureur | Coureur            | Pays             | Équipe           | Temps            |
| 1er | Simon Yates        | Royaume-Uni      | Mitchelton-Scott | 65 h 57 min 37 s |
| 2e | Tom Dumoulin       | Pays-Bas         | Team Sunweb      | + 2 min 11 s     |
| 3e | Domenico Pozzovivo | Italie           | Bahrain-Merida   | + 2 min 28 s     |
| 4e | Thibaut Pinot      | France           | Groupama-FDJ     | + 2 min 37 s     |
| 5e | Miguel Ángel López | Colombie         | Astana           | + 4 min 27 s     |
| 6e | Richard Carapaz    | Équateur         | Movistar Team    | + 4 min 47 s     |
| 7e | Christopher Froome | Royaume-Uni      | Team Sky         | + 4 min 52 s     |
| 8e | George Bennett     | Nouvelle-Zélande | LottoNL-Jumbo    | + 5 min 34 s     |
| 9e | Pello Bilbao       | Espagne          | Astana           | + 5 min 59 s     |
| 10e | Patrick Konrad     | Autriche         | Bora-Hansgrohe   | + 6 min 13 s     |

### Classement du meilleur jeune
| Classement du meilleur jeune | Classement du meilleur jeune | Classement du meilleur jeune | Classement du meilleur jeune | Classement du meilleur jeune |
| Coureur                      | Coureur                      | Pays                         | Équipe                       | Temps                        |
| ---------------------------- | ---------------------------- | ---------------------------- | ---------------------------- | ---------------------------- |
| 1er                          | Miguel Ángel López           | Colombie                     | Astana                       | 66 h 02 min 04 s             |
| 2e                           | Richard Carapaz              | Équateur                     | Movistar Team                | + 20 s                       |
| 3e                           | Ben O'Connor                 | Australie                    | Dimension Data               | + 2 min 45 s                 |
| 4e                           | Sam Oomen                    | Pays-Bas                     | Team Sunweb                  | + 3 min 00 s                 |
| 5e                           | Maximilian Schachmann        | Allemagne                    | Quick-Step Floors            | + 33 min 59 s                |
| 6e                           | Jack Haig                    | Australie                    | Mitchelton-Scott             | + 35 min 23 s                |
| 7e                           | Fausto Masnada               | Italie                       | Androni Giocattoli-Sidermec  | + 36 min 41 s                |
| 8e                           | Valerio Conti                | Italie                       | UAE Team Emirates            | + 40 min 40 s                |
| 9e                           | Matej Mohorič                | Slovénie                     | Bahrain-Merida               | + 43 min 41 s                |
| 10e                          | Felix Großschartner          | Autriche                     | Bora-Hansgrohe               | + 47 min 42 s                |

### Classement aux points
| Classement par points | Classement par points | Classement par points | Classement par points         | Classement par points |
| Coureur               | Coureur               | Pays                  | Équipe                        | Points                |
| --------------------- | --------------------- | --------------------- | ----------------------------- | --------------------- |
| 1er                   | Elia Viviani          | Italie                | Quick-Step Floors             | 237 pts               |
| 2e                    | Sam Bennett           | Irlande               | Bora-Hansgrohe                | 197 pts               |
| 3e                    | Simon Yates           | Royaume-Uni           | Mitchelton-Scott              | 113 pts               |
| 4e                    | Sacha Modolo          | Italie                | EF Education First-Drapac     | 102 pts               |
| 5e                    | Davide Ballerini      | Italie                | Androni Giocattoli-Sidermec   | 98 pts                |
| 6e                    | Marco Frapporti       | Italie                | Androni Giocattoli-Sidermec   | 89 pts                |
| 7e                    | Danny van Poppel      | Pays-Bas              | LottoNL-Jumbo                 | 89 pts                |
| 8e                    | Niccolò Bonifazio     | Italie                | Bahrain-Merida                | 68 pts                |
| 9e                    | Eugert Zhupa          | Albanie               | Wilier Triestina-Selle Italia | 64 pts                |
| 10e                   | Enrico Battaglin      | Italie                | LottoNL-Jumbo                 | 59 pts                |

### Classement du meilleur grimpeur
| Classement de la montagne | Classement de la montagne | Classement de la montagne | Classement de la montagne   | Classement de la montagne |
| Coureur                   | Coureur                   | Pays                      | Équipe                      | Points                    |
| ------------------------- | ------------------------- | ------------------------- | --------------------------- | ------------------------- |
| 1er                       | Simon Yates               | Royaume-Uni               | Mitchelton-Scott            | 91 pts                    |
| 2e                        | Giulio Ciccone            | Italie                    | Bardiani CSF                | 52 pts                    |
| 3e                        | Esteban Chaves            | Colombie                  | Mitchelton-Scott            | 47 pts                    |
| 4e                        | Thibaut Pinot             | France                    | Groupama-FDJ                | 46 pts                    |
| 5e                        | Christopher Froome        | Royaume-Uni               | Team Sky                    | 36 pts                    |
| 6e                        | Domenico Pozzovivo        | Italie                    | Bahrain-Merida              | 36 pts                    |
| 7e                        | Fausto Masnada            | Italie                    | Androni Giocattoli-Sidermec | 35 pts                    |
| 8e                        | Valerio Conti             | Italie                    | UAE Team Emirates           | 33 pts                    |
| 9e                        | Matteo Montaguti          | Italie                    | AG2R La Mondiale            | 29 pts                    |
| 10e                       | Richard Carapaz           | Équateur                  | Movistar Team               | 27 pts                    |

### Classements par équipes

#### Classement au temps
| Classement par équipes | Classement par équipes | Classement par équipes | Classement par équipes |
| Équipe                 | Équipe                 | Pays                   | Temps                  |
| ---------------------- | ---------------------- | ---------------------- | ---------------------- |
| 1re                    | Sky                    | Royaume-Uni            | 198 h 16 min 59 s      |
| 2e                     | Mitchelton-Scott       | Australie              | + 4 min 27 s           |
| 3e                     | Astana                 | Kazakhstan             | + 5 min 00 s           |
| 4e                     | Groupama-FDJ           | France                 | + 29 min 29 s          |
| 5e                     | Bora-Hansgrohe         | Allemagne              | + 30 min 01 s          |
| 6e                     | Movistar Team          | Espagne                | + 32 min 13 s          |
| 7e                     | AG2R La Mondiale       | France                 | + 34 min 49 s          |
| 8e                     | Team Sunweb            | Allemagne              | + 47 min 25 s          |
| 9e                     | Dimension Data         | Afrique du Sud         | + 53 min 24 s          |
| 10e                    | UAE Team Emirates      | Émirats arabes unis    | + 1 h 10 min 15 s      |

## Abandons
- 56 -  Manuel Senni (Bardiani CSF) : abandon
- 58 -  Alessandro Tonelli (Bardiani CSF) : non-partant
- 65 -  Nicolas Roche (BMC Racing) : abandon
- 68 -  Loïc Vliegen (BMC Racing) : abandon
- 142 -  Igor Antón (Dimension Data) : abandon